# Michelia hypolampra
Michelia hypolampra là một loài thực vật thuộc họ Magnoliaceae. Đây là loài đặc hữu của Trung Quốc. Chúng hiện đang bị đe dọa vì mất môi trường sống.